# 佐野航大
佐野 航大（さの こうだい、2003年9月25日 - ）は、岡山県津山市出身のプロサッカー選手。エールディヴィジ・NECナイメヘン所属。ポジションはフォワード、ミッドフィールダー。日本代表。
実兄は日本代表の佐野海舟（ブンデスリーガ・1.FSVマインツ05所属）。

## 来歴
兄・海舟と入れ替わる形で米子北高等学校に進学。1年時から背番号「10」を背負い、3年連続で全国高等学校サッカー選手権大会に出場した。2021年のインターハイでは惜しくも決勝で青森山田高校に敗れ準優勝に終わったが、自身は大会優秀選手に選ばれている。

### ファジアーノ岡山
2021年10月、2022年シーズンからのファジアーノ岡山加入内定が発表された。プロ入り後は、サイドハーフやボランチなどマルチプレーヤーとして主力として活躍。

### NECナイメヘン
2023年8月14日、オランダ1部・エールディヴィジのNECナイメヘンへ完全移籍。2028年夏までの5年契約である。

### 日本代表
2024年6月7日-11日にアメリカのカンザス州で行われるU23アメリカ代表との強化試合のメンバーに招集された。
パリオリンピックの男子サッカー日本代表ではバックアップ選手に選出されていた。大会レギュレーションの変更を受けてバックアップ選手も代表に帯同することとなったが、所属クラブのNECがこれに難色を示したため、バックアップを辞退した。
2025年6月5日・10日に行われる2026FIFAワールドカップアジア最終予選のメンバーに招集され、初のA代表入りとなった。また、兄の佐野海舟も同時に招集されている。

## 所属クラブ
- FC Viparte（津山市立鶴山小学校／津山市立中道中学校）
- 米子北高等学校
- 2022年 - 2023年8月  ファジアーノ岡山
- 2023年8月 -  NECナイメヘン

## 個人成績
| 国内大会個人成績 | 国内大会個人成績 | 国内大会個人成績 | 国内大会個人成績 | 国内大会個人成績 | 国内大会個人成績 | 国内大会個人成績 | 国内大会個人成績 | 国内大会個人成績 | 国内大会個人成績 | 国内大会個人成績 | 国内大会個人成績 |
| 年度             | クラブ           | 背番号           | リーグ           | リーグ戦         | リーグ戦         | リーグ杯         | リーグ杯         | オープン杯       | オープン杯       | 期間通算         | 期間通算         |
| 年度             | クラブ           | 背番号           | リーグ           | 出場             | 得点             | 出場             | 得点             | 出場             | 得点             | 出場             | 得点             |
| 日本             | 日本             | 日本             | 日本             | リーグ戦         | リーグ戦         | リーグ杯         | リーグ杯         | 天皇杯           | 天皇杯           | 期間通算         | 期間通算         |
| ---------------- | ---------------- | ---------------- | ---------------- | ---------------- | ---------------- | ---------------- | ---------------- | ---------------- | ---------------- | ---------------- | ---------------- |
| 2022             | 岡山             | 22               | J2               | 28               | 3                | -                | -                | 0                | 0                | 28               | 3                |
| 2023             | 岡山             | 22               | J2               | 20               | 2                | -                | -                | 1                | 0                | 21               | 2                |
| オランダ         | オランダ         | オランダ         | オランダ         | リーグ戦         | リーグ戦         | リーグ杯         | リーグ杯         | KNVBカップ       | KNVBカップ       | 期間通算         | 期間通算         |
| 2023-24          | NEC              | 23               | エールディヴィジ | 24               | 4                | -                | -                | 6                | 1                | 30               | 6                |
| 2024-25          | NEC              | 23               | エールディヴィジ | 25               | 2                | -                | -                | 2                | 0                | 27               | 2                |
| 通算             | 日本             | 日本             | J2               | 48               | 5                | -                | -                | 1                | 0                | 49               | 5                |
| 通算             | オランダ         | オランダ         | エールディヴィジ | 49               | 6                | -                | -                | 8                | 1                | 57               | 8                |
| 総通算           | 総通算           | 総通算           | 総通算           | 97               | 11               | -                | -                | 9                | 1                | 106              | 12               |

その他公式戦
- 2022年
  - J1参入プレーオフ 1試合0得点
- 2024年
  - エールディヴィジ・プレーオフ 1試合1得点
- 2025年
  - ECL予選出場プレーオフ 2試合1得点

出場歴
- Jリーグ初出場：2022年2月20日 J2第1節 ヴァンフォーレ甲府戦（シティライトスタジアム）
- Jリーグ初得点：2022年7月10日 J2第26節 大分トリニータ戦（昭和電工ドーム大分）

## タイトル

### 個人
- 全国高等学校総合体育大会サッカー競技大会・優秀選手（2021）

## 代表歴
- U-19日本代表
  - AFC U20アジアカップ予選（2022年）
  - スペイン遠征（2022年）
- U-20日本代表
  - AFC U20アジアカップ（2023年）
  - FIFA U-20ワールドカップ（2023年）
- U-23日本代表
  - アメリカ遠征(2024年)
  - パリオリンピック（2024年）※バックアップメンバー(所属クラブとの協議の結果招集を辞退)[11]

- 日本代表
  - 2026 FIFAワールドカップ・アジア3次予選（2025年）

### 試合数
- 国際Aマッチ 1試合 0得点（2025年 - ）

| 日本代表 | 国際Aマッチ | 国際Aマッチ |
| 年       | 出場        | 得点        |
| -------- | ----------- | ----------- |
| 2025     | 1           | 0           |
| 通算     | 1           | 0           |

### 出場
| No. | 開催日        | 開催都市 | スタジアム                 | 対戦国       | 結果 | 監督   | 大会                                   |
| --- | ------------- | -------- | -------------------------- | ------------ | ---- | ------ | -------------------------------------- |
| 1.  | 2025年6月10日 | 吹田     | 市立吹田サッカースタジアム | インドネシア | ◯6-0 | 森保一 | 2026 FIFAワールドカップ・アジア3次予選 |